# Gehyra nana
Gehyra nana là một loài thằn lằn trong họ Gekkonidae. Loài này được Storr mô tả khoa học đầu tiên năm 1978.